# Don (cheval)
Vous lisez un « article de qualité » labellisé en 2022.
Pour les articles homonymes, voir Don.
Le Don (en russe : Донская лошадь, Donskaïa lochad), cheval du Don ou Donskaïa, est une race de chevaux originaire de la vallée du fleuve Don, dans le Sud de la Russie et l'Est de l'Ukraine actuelles. Il est la monture historique des cosaques du Don, qui opposent une résistance aux troupes françaises pendant la campagne de Russie.
Descendant du Nogaï, du Kalmouk et d'autres chevaux des steppes, le Don reçoit l'influence de différentes races durant trois siècles, particulièrement celle du Karabakh, du Turkoman, de chevaux du plateau persan, de l'Orlov-Rostopchin, et plus récemment du Pur-sang. Ces croisements cessent au début du XXe siècle. Le cheval du Don échappe à l'extinction durant les deux guerres mondiales, mais ses effectifs restent réduits en raison de la perte de ses fonctions historiques de monture de cavalerie et du désengagement progressif de l'État russe dans son élevage.
De constitution fine et sèche, le cheval du Don est réputé pour sa grande endurance et sa rusticité. Il porte une robe généralement alezane, qui peut arborer un reflet doré. À l'époque de l'Union soviétique, la race joue un grand rôle en croisement, notamment dans la création du Boudienny. Elle reste populaire de nos jours, bien qu'elle soit devenue rare au point d'être menacée d'extinction depuis la fin des années 2010.

## Dénomination

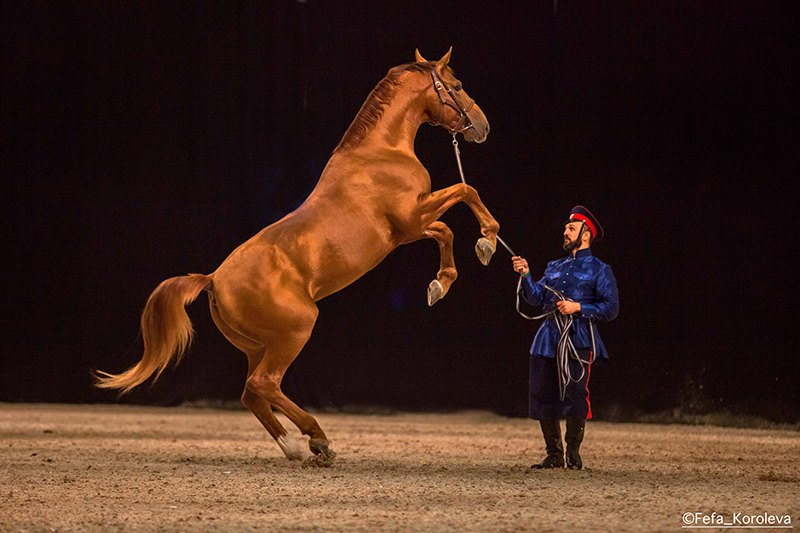
Cheval du Don cabré, présenté en spectacle de cirque.

Cette race de chevaux doit son nom aux steppes situées autour du bassin du fleuve Don,,, ou au fleuve lui-même,,. Son nom russe est Донская лошадь, transcrit en caractères latins par « Donskaya » ou « Donskaïa ».
En français, cette race est nommée « Don » dans la traduction de l'ouvrage de l'autrice tchèque Helena Kholová, dans celles des auteurs italiens Maurizio Bongianni (1987) et Gianni Ravazzi (2010), dans celle de la journaliste anglaise Nicola Jane Swinney, par l'Américaine Bonnie Lou Hendricks (Université de l'Oklahoma), dans le guide Delachaux et dans les fiches de race des éditions Atlas. « Cheval du Don » est mentionné comme nom secondaire dans la traduction de Bongianni, et employé comme nom principal par la journaliste française Emmanuelle Brengard. Le nom « Donski » est également possible. La traduction « don » ou « cheval du Don » est proposée en 2002 par Jean-Claude Boulet, l'auteur du Dictionnaire multilingue du cheval.

## Histoire

### Origines historiques de l'élevage équin dans la vallée du Don
La vallée du fleuve Don est depuis longtemps fréquentée par des chevaux, un fossile daté du Villafranchien supérieur ayant été retrouvé à Liventsovka, près de Rostov-sur-le-Don ; d'autres datés du Pléistocène tardif à Divnogorsk démontrent que de nombreux chevaux fréquentaient cette région, s'y nourrissaient d'herbe et étaient chassés par les populations humaines. La vallée du Fleuve Don correspond par ailleurs à la première région historique de domestication du cheval, ainsi que celle de la Culture Yamna, un peuple cavalier du Néolithique. Cette région est présumée être une terre d'élevage depuis au moins 6 000 ans.

### Origines du cheval du Don

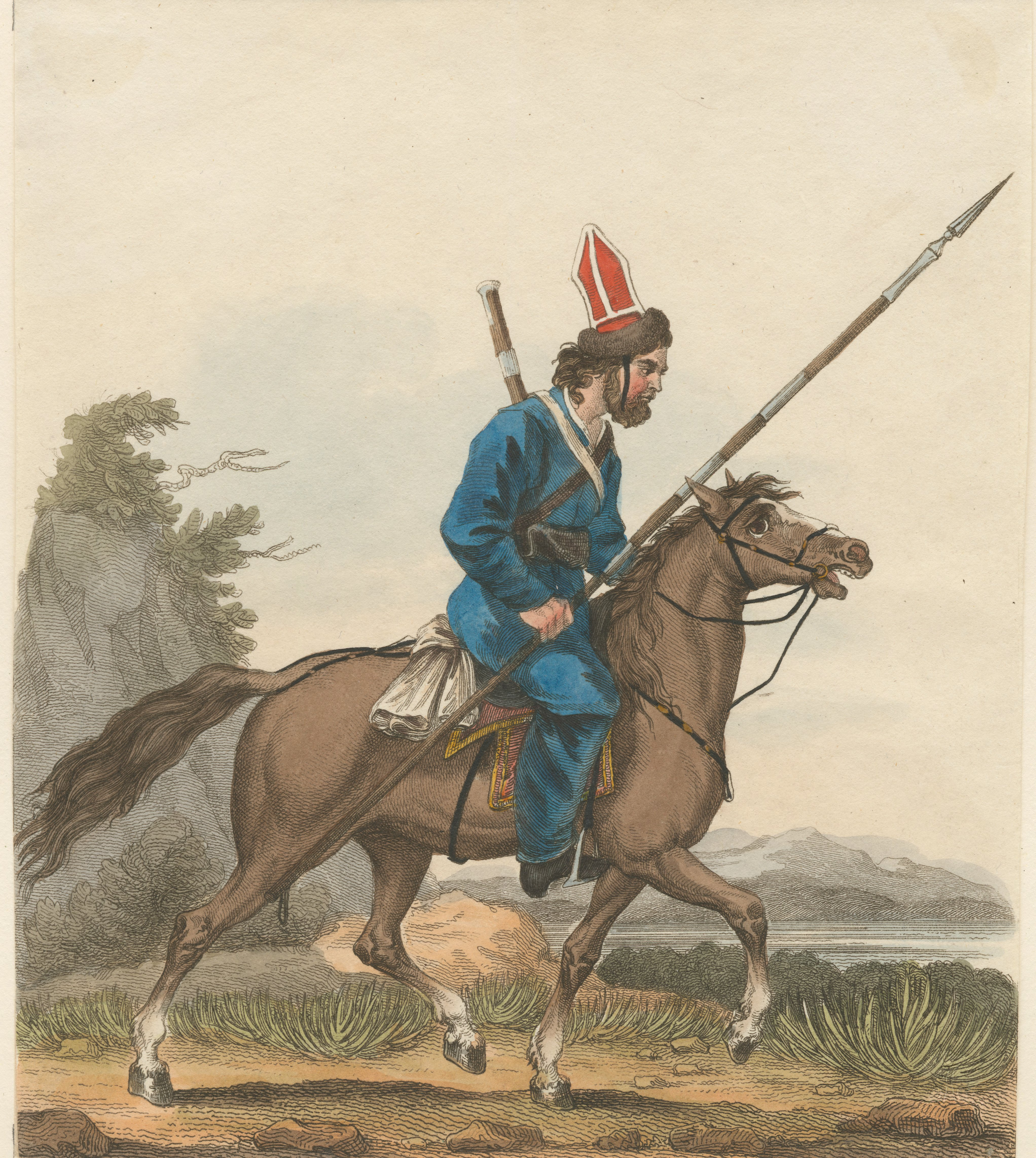
Cosaque du Don en 1813, sur un cheval des steppes de petit modèle.

Il est difficile de retracer précisément l'origine du Don. En effet, de très nombreux peuples et leurs chevaux se sont succédé sur ce territoire.
Swinney estime qu'il constitue la race de chevaux la plus ancienne de Russie. Ses origines sont vraisemblablement à rechercher en Asie centrale. Il descend du Nogaï (ou Nagaï), un cheval de type mongol élevé par la tribu du même nom,. L'influence des chevaux mongols des troupes de Gengis Khan est également évoquée. Le plus lointain ancêtre connu du cheval du Don est la monture des Tartares, influencée plus tard par celle des Coumans, nomades turcophones. Il reçoit aussi l'influence de la race Kalmouk, présentée comme son ancêtre dans un document soviétique. Les petits chevaux rapides des nomades (notamment Kazakhs), très endurants, sont nommés « vieux cheval du Don ». L'histoire du cheval du Don est indissociable de celle des cosaques du Don, qui deviennent un véritable peuple cavalier au XIVe siècle, et dont cette race de chevaux est la monture,.
La première mention connue du nom « Kazakh du Don » apparaît dans des documents moscovites datés de 1549.  La remonte militaire est le principal motif historique de son élevage, la demande portant sur un cheval solide capable de porter un soldat en recevant un minimum de soins et d'attentions. La race vit alors à l'état semi-sauvage, trouvant seule sa propre nourriture dans la steppe. Ce mode d'élevage perdure par économie, les cosaques du Don laissant leurs chevaux paître librement à quelque distance de leur camp militaire.
La sélection du cheval du Don s'étend du XVIIe ou XVIIIe siècle, jusqu'au XIXe siècle,,. Un élevage intensif de chevaux se met en place au XVIIIe siècle dans la région du fleuve Don,,. Un haras est créé au bord de celui-ci par Matveï Platov en 1770. De riches éleveurs installés dans cette région y amènent des reproducteurs depuis diverses régions extérieures. La race du Don est issue de croisements entre le cheval oriental, plus particulièrement le Turkoman, le Karabaïr, le Karabakh et des chevaux persans, et la souche locale, dont le Kabardin, au modèle de cheval des steppes,,,. Elle revêt donc de nombreuses caractéristiques propre à la fois au cheval des steppes et au cheval oriental.

### Au début duXIXesiècle

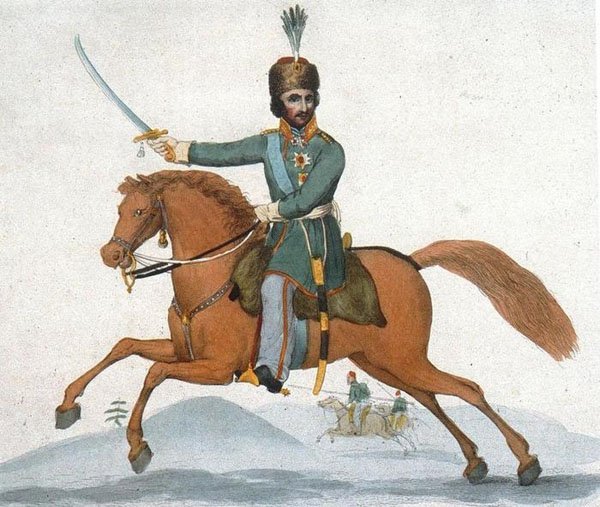
Le général Matveï Platov sur son cheval du Don.

L'élevage en tabounes, dans des conditions climatiques rudes sur des espaces vierges, contribue à forger une race résistante,. Dès le XIXe siècle, les autorités russes investissent dans la création de grands haras pour l'élevage de chevaux de guerre en plein air. Les cosaques n'ont alors pas l'obligation de garder leur cheval jusqu'à la fin de leur service militaire, aussi les animaux sont fréquemment vendus à d'autres unités. Nadejda Dourova (1783 - 1866), entre autres, décrit les montures des cosaques du Don dans ses mémoires.
Le cheval du Don est réputé pour son héroïsme durant les guerres napoléoniennes,,,. Cette race est célèbre, en France notamment, à travers son rôle durant la campagne de Russie, à l'hiver 1812,, où 60 000 cosaques du Don ont repoussé les armées napoléoniennes, en partie grâce à leurs montures adaptées au climat local, pendant que les chevaux français mouraient des conditions climatiques et de la malnutrition,,,,,. Ces montures ont cheminé jusqu'à Paris, avant de rebrousser chemin jusqu'à Moscou. Les hussards de Napoléon les décrivent comme de petits chevaux hirsutes, secs et sans élégance.
Dans ses mémoires présentées à l'empereur de Russie en 1816, le général et diplomate russe Konstantin von Benckendorff décrit en détail la manière dont les cosaques du Don harnachent leurs chevaux et s'en occupent :

« On s'étonne généralement de ce que le cheval du Don est infatigable ; mais cela sera facile à comprendre quand on aura fait attention aux soins constants que son cavalier a de lui. Dans une marche, ce cavalier va à pied, autant que les circonstances le permettent ; arrivé au piquet, il met aussitôt pied à terre et fait manger tranquillement son cheval. L'habitude de donner à manger aux chevaux, en tout temps, est poussée si loin, que cela arrive très souvent au feu sans que le cavalier descende. »

— Konstantin von Benckendorff, Des cosaques et de leur utilité à la guerre.
Toujours selon von Benckendorff, les chevaux mâles des cosaques sont tous castrés. Seul le bridon est utilisé pour harnacher la tête des chevaux du Don, très généralement sans mors. La selle est posée sur le dos avec deux sangles légèrement serrées, permettant au cheval de manger à tout instant sans être gêné. Benckendorff déclare cependant aussi que « le Cosaque crèvera s'il le faut son cheval, qui cependant lui est si cher et si précieux, plutôt que de retarder d'une minute l'accomplissement de sa mission ».

### Des années 1820 à 1890

Lithographie d'un cosaque du Don, par Carle Vernet.

La race du Don a beaucoup évolué. Après la victoire sur les armées napoléoniennes, un travail de sélection actif est entrepris, auquel Matveï Ivanovitch Platov apporte une contribution significative. L'augmentation du standard de qualité requis chez les chevaux s'accompagne d'une augmentation des prix. D'après l'Allemand Alfred Edmund Brehm, le 4 août 1825, une course est disputée sur 47 miles entre deux chevaux cosaques du Don et deux Pur-sangs anglais ; elle est remportée par un cheval anglais.
Les efforts de sélection se poursuivent dans les années 1830,, sous l'impulsion des hetmans cosaques Martinov et Ilovaisky. Des croisements sont effectués avec le trotteur Orlov ou l'Orlov-Rostopchin (les sources universitaires et russes parlent de l'Orlov-Rostopchin et non du Trotteur Orlov),, et des chevaux arabes Strelets. D'après l'auteur italien Maurizio Bongianni, la race est « considérablement améliorée » par le croisement avec l'Orlov au début du XIXe siècle, puis à la fin du même siècle par le Pur-sang. D'après le Dr Leonid N. Simonov et Ivan de Moerder, ces chevaux croisés sont plus élégants que l'ancienne race, mais probablement moins résistants. En 1848, le directeur des haras français Éphrem Houël décrit la race du Don comme l'une des trois meilleures races de chevaux cosaques, avec celle des cosaques zaporogues et celle de l'Ukraine. Il arrive que des chevaux kalmouks soient vendus comme chevaux du Don. En 1852, le vétérinaire anglais William Youatt reconnaît à la race du Don des qualités de rusticité et d'endurance, mais peu de vitesse. Un cheval du Don de robe noire, nommé Donetz, est présenté à l'exposition universelle de 1867.

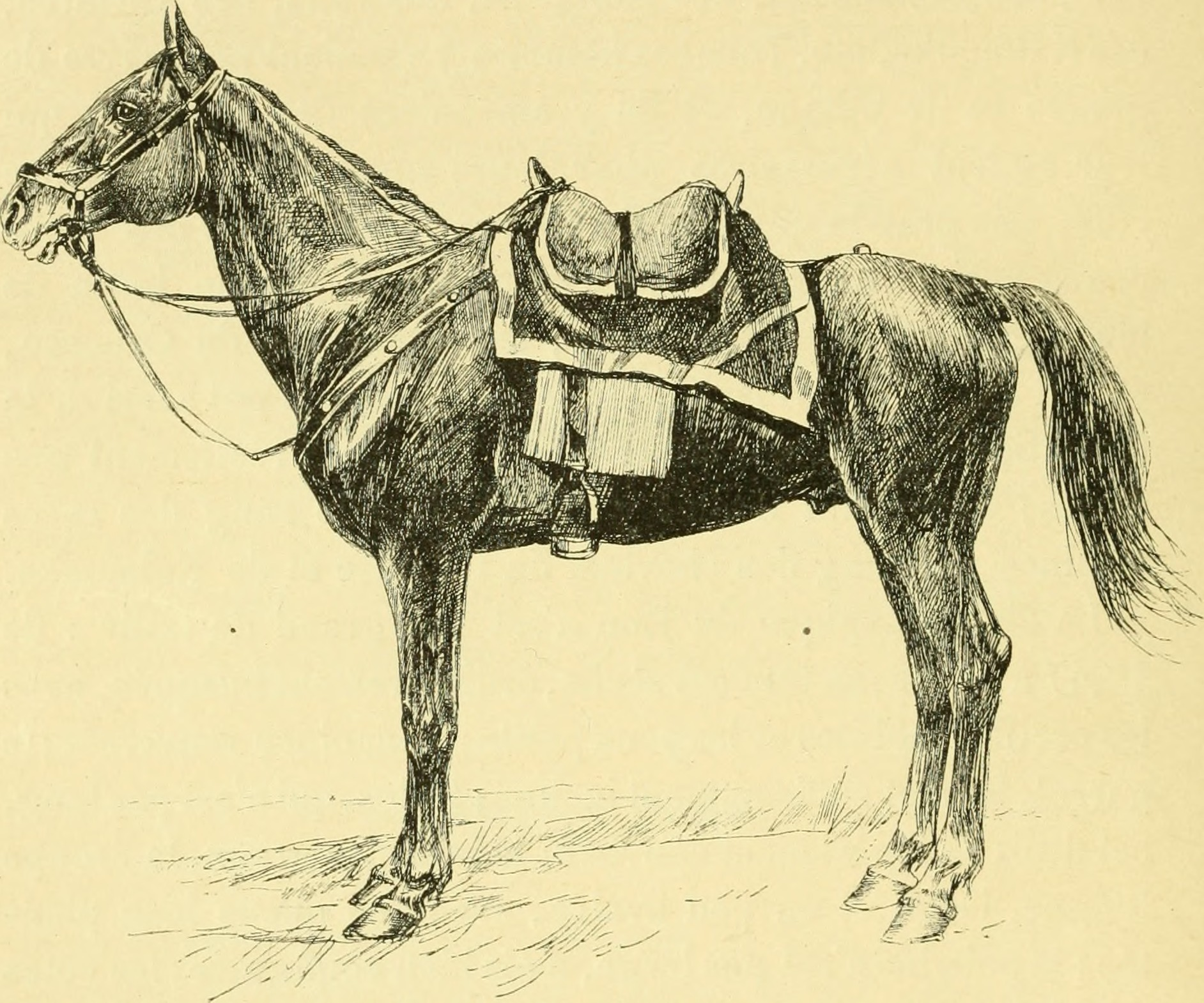
Cheval du Don dans Les races chevalines, 1894.

Le rapport officiel du lieutenant Hugo Stumm, rédigé en 1873, souligne la présence de deux races de chevaux du Don : l'une qui a gardé le modèle originel des chevaux tartares, l'autre qui a été croisée avec des chevaux turcs, arabes, perses et circassiens, et qui est montée par les cosaques. Dans le cadre d'une rivalité anglo-russe, le journaliste américain J. A. MacGahan, qui accompagne l'expédition russe contre Khiva (Ouzbékistan) en 1873, déclare que les cosaques russes sur leurs chevaux du Don ne sont pas de taille à affronter les cavaliers turcs et leurs Jomud.
En 1882, le territoire de l'armée du Don recèle 426 342 chevaux. Ces animaux sont exportés dans toute la Russie, ainsi qu'en Pologne, en Autriche-Hongrie et en Prusse. En 1889, un officier russe parcourt 2 600 km en trente jours jusqu'à Paris, avec ses juments du Don Vlaga et Diana. En 1893, le cheval du Don est souvent élevé en croisement avec des trotteurs arabes et anglais, donnant des animaux de grande taille, endurants et rapides, qui fournissent ensuite la cavalerie russe. La taille moyenne de ces chevaux en 1894 est de 1,47 m à 1,56 m ; ces animaux sont qualifiés de laids mais résistants. À la fin du XIXe siècle, le prix payé pour un cheval du Don a doublé par comparaison avec le début du siècle.

### AuXXesiècleet sous l'URSS

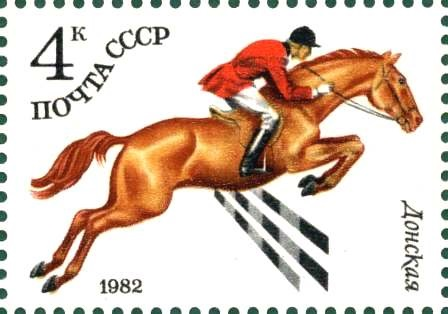
Timbre soviétique de 1982 mettant en valeur les capacités sportives du cheval du Don.

Après les croisements avec l'Orlov et le Pur-sang, le cheval du Don est réellement fixé au début du XXe siècle,, avec la cessation des croisements extérieurs intervenue à partir des années 1900 ou 1920. En raison des nombreux croisements avec le Pur-sang et l'Arabe, l'agronome Paul Diffloth considère que le Don est désormais une race de demi-sang.
Sa population atteint les 70 000 têtes dans la seule région des steppes du Don au début du siècle. La Première Guerre mondiale fait durement chuter ses effectifs,. La race souffre ensuite de la désaffection pour le cheval de selle, et est croisée pour le trait léger.
En 1948, les chevaux de la région du Don sont officiellement scindés en deux, lors de la reconnaissance du Boudienny, issu de croisements avec le Pur-sang. L'année suivante, il ne reste que 89 étalons de pure race et 466 juments du Don. Les effectifs se reconstituent ensuite. La race se fait connaître pour ses capacités sportives, notamment en saut d'obstacles.
Le recensement soviétique de janvier 1980 permet de dénombrer 127 684 chevaux du Don dans toute l'URSS, dont 18 120 de pure race. Environ 33 % des chevaux du Don sont alors enregistrés dans un registre généalogique.

### Depuis la dislocation de l'URSS

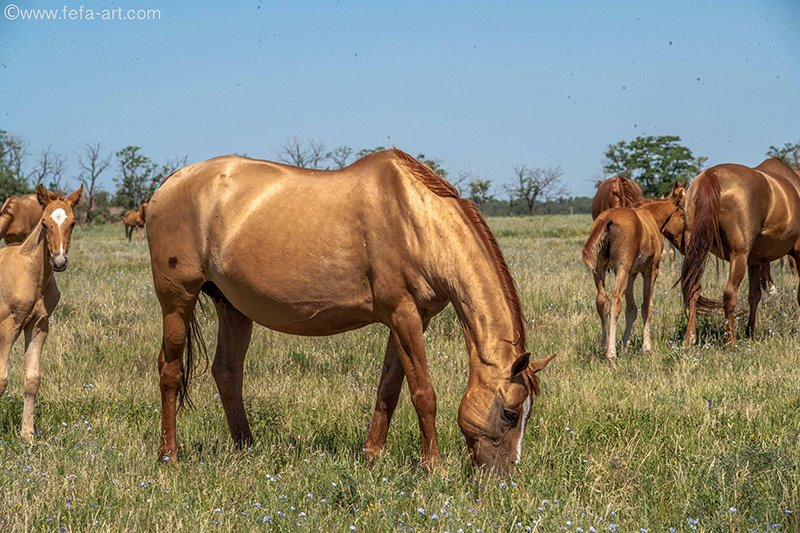
Groupe de chevaux du Don élevés en taboun.

La dislocation de l'URSS entraîne une nouvelle menace sur la pérennité de la race. L'État russe s'est progressivement désengagé de cet élevage, ne le subventionnant plus qu'à très faible niveau. Cet état de fait, lié à la motorisation de l'agriculture, des transports et de la guerre, entraîne un déclin important du nombre de chevaux du Don. Durant les années 2000, un grand nombre d'anciens haras d'État font faillite, entraînant l'envoi de leurs chevaux à l'abattoir.
L'éditeur et voyageur français Jean-Louis Gouraud en témoigne lors de sa visite de la région : « même les chevaux ont disparu. Ces merveilleux chevaux du Don, qu'on appelle les dontchak, et qui ont été la fierté de la remonte cosaque. On n'en élève plus que quelques-uns, dans le haras de Zimovnikovski [...] ». Le directeur de l'hippodrome de Rostov-sur-le-Don estime alors que l'élevage de cette race est inutile en raison de son manque de vitesse, cantonnant le Don aux usages de la promenade et de la randonnée. De plus, une membre de la Fédération équestre russe ajoute que les élevages en plein air se raréfient : le dernier a été visité en 2009. En 2010, Pavel Moshchalkov (Павел Мощалков) créé un haras d'élevage de chevaux du Don dans la région de Moscou.
Le haras de Zimovnikovski fait faillite en 2013 et est racheté par une entreprise agricole danoise, qui cesse l'élevage de chevaux. Une partie du cheptel est récupérée par un éleveur de Volgograd, Alexander Egorov ; une autre partie est à l'origine de la création du haras Helios, dans le village de Novonatalino (Новое Наталино ; raïon de Kagalnitskaïa) en 2016, qui reste en décembre 2021 le dernier haras du sud de la Russie à élever spécifiquement des chevaux du Don,,.
« Если мы сейчас все вместе ничего не сделаем, то, наверное, наши внуки донскую лошадь смогут увидеть только на картинке. »
— Надежда Скрипкина

« C'est le point de non-retour pour la race. Si nous ne faisons rien ensemble maintenant, alors, probablement, nos petits-enfants ne pourront voir le cheval du Don que sur une photo. »
— Nadezhda Skripkina
Le 9 février 2016, une toute première conférence consacrée à « la préservation et la promotion de la race Don en Russie » s'est tenue dans l'oblast d'Orlov, dans la réserve de Rostovsky, réunissant plus de vingt délégués des régions de Rostov, de Volgograd et de la Kalmoukie.
Le cheval du Don conserve une excellente réputation dans son pays d'origine. La race est mise à l'honneur lors de grands voyages à cheval. La cavalière Basha O'Reilly voyage entre l'Angleterre et la Volga avec son étalon du Don en 1995. Pavel Moshchalkov a organisé trois grands raids équestres pour promouvoir la race : un ponctué de concerts et de démonstrations équestres entre Moscou et Paris en 2012 (4 000 km), en honneur aux cavaliers cosaques qui ont poursuivi les armées napoléoniennes, ; un entre Berlin et Moscou en 2015 ; enfin un entre Moscou et Prokhorovka en 2018.

## Description

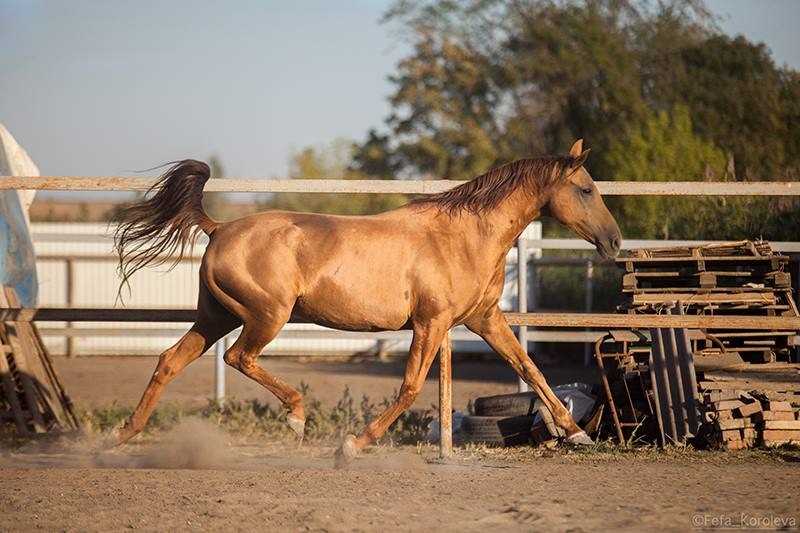
Cheval du Don au trot, vu de profil.

L'auteur allemand Jasper Nissen classe le Don parmi le groupe du cheval des steppes, l'Autrichien Martin Haller le décrivant comme un cheval des steppes amélioré.

### Taille
La taille du cheval du Don a augmenté avec le temps. Par exemple, en 1984, l'autrice britannique Caroline Silver indique 1,51 m à 1,53 m. Ravazzi cite une moyenne de 1,50 m.
Les mesures de références enregistrées dans la base de données DAD-IS sont de 1,64 m en moyenne chez les femelles et 1,66 m chez les mâles. L'auteur anglais Elwyn Hartley Edwards (2016) et l'autrice Emmanuelle Hubrecht (2005) indiquent une fourchette de  1,60 m à 1,68 m. Swinney et l'autrice russe Anna Spektor (Анна Спектор) indiquent 1,60 m à 1,65 m. Une autre source vulgarisée russe indique (en 2020) 1,60 m à 1,63 m. Bongianni (1987), CAB International (2016), le guide Delachaux (2016) et le périodique Cheval Magazine (2013 ; 2016) donnent des mesures plus réduites, 1,55 m à 1,65 m. Kholová et Haller citent 1,55 m à 1,60 m, pour un tour de poitrine de 1,85 m et un tour de canon de 20 à 21 cm. En 2020, la longueur du corps va de 162 à 165 cm, la circonférence de la poitrine de 195 à 198 cm, la circonférence métacarpienne de 20 à 21 cm.

### Morphologie

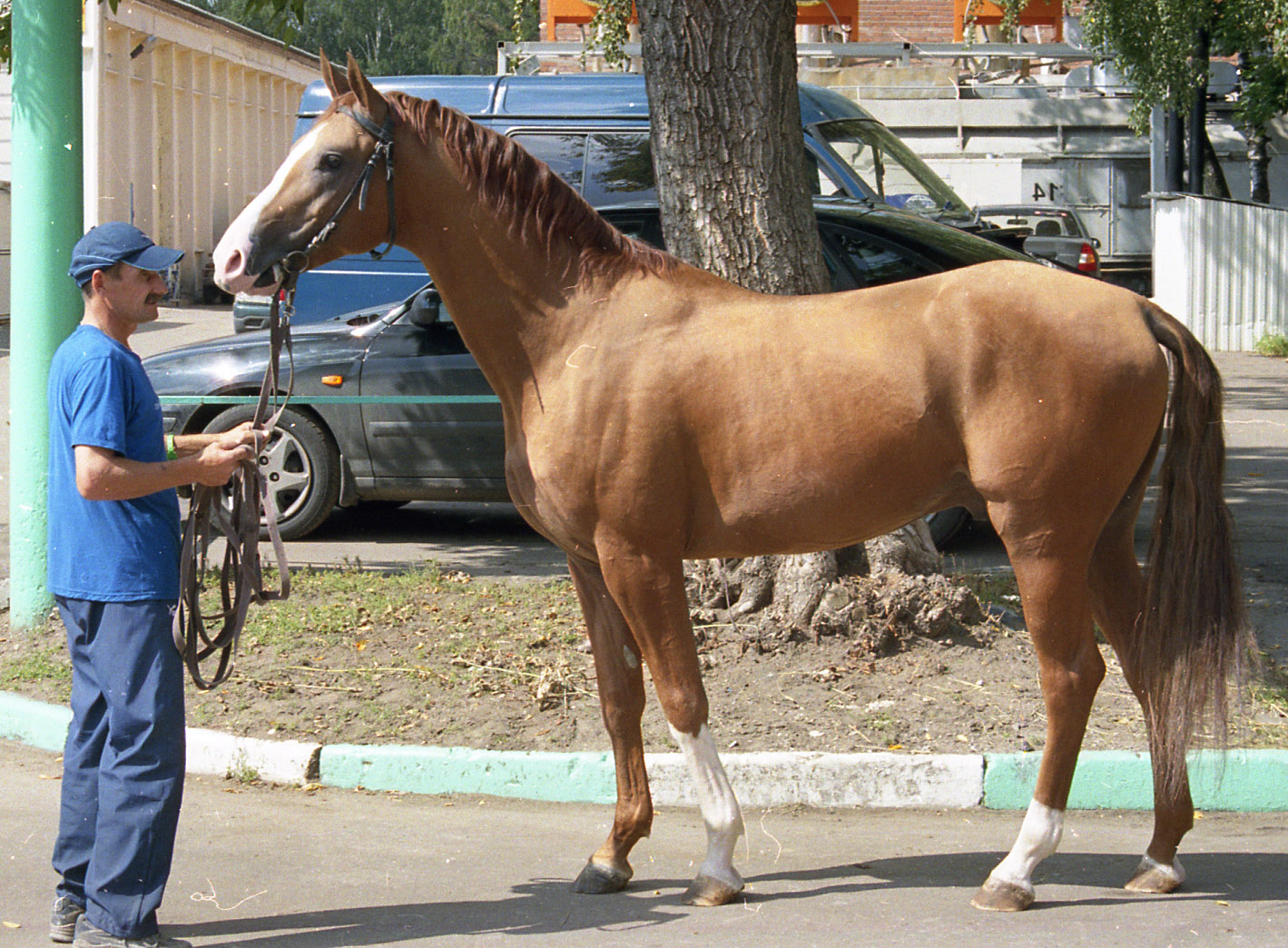
Cheval du Don présenté en main à l'arrêt.

La morphologie est légère et médio-longiligne. Le modèle varie cependant fortement en fonction de la lignée. Il existe de petits chevaux proches des persans, des modèles plus proches de l'Arabe, et d'autres du Pur-sang. Hendricks, en s'appuyant sur ses échanges avec le Pr E. Pern, divise la race en trois types : le type oriental, le type lourd et le type selle,. Toutefois, Nissen, prenant ses sources auprès d'interlocuteurs russes, regrette que ces types ne soient pas mieux définis et note que cette distinction entre trois types ne semble pas exister en Russie. Petra-Ulrike Schulze, spécialiste des races de chevaux de l'ex-Union soviétique, décrit deux types chez la race du Don, un plus petit et un plus trapu.
L'institut panrusse de l'élevage de chevaux signale que les exigences morphologiques ont évolué. Les éleveurs ont cherché, entre autres, à éliminer le dos droit et l'omoplate courte et droite, pour rechercher une épaule plus inclinée.

#### Tête

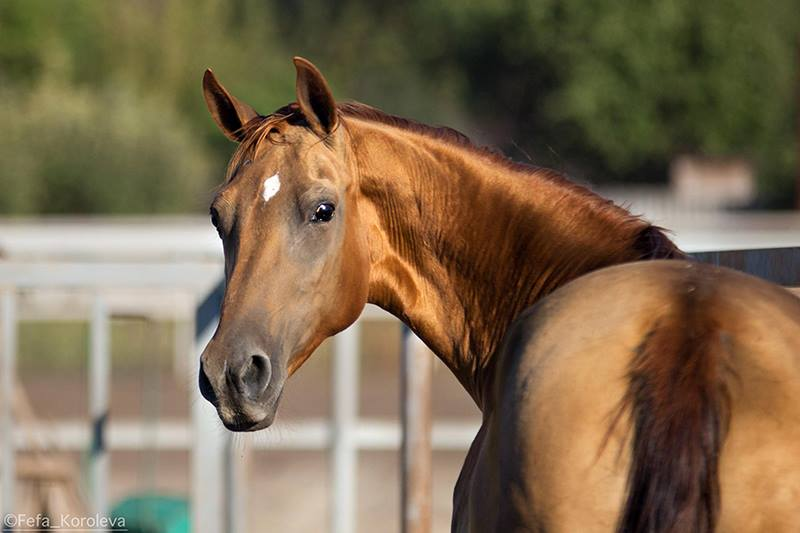
Tête d'un cheval du Don.

La tête est légère,, sèche et proportionnée au corps. La plupart des auteurs décrivent une tête de taille moyenne,,,,,, proche de celle du Pur-sang selon Silver. Edwards la décrit comme longue. Le profil de tête est droit (rectiligne) selon la majorité des auteurs,,,,,,,,, parfois légèrement convexe selon Haller et le Guide Delachaux, ou légèrement concave d'après Hendricks. Les oreilles sont petites selon la plupart des auteurs,,, et rapprochées l'une de l'autre, assez longues et très mobiles selon Kholová. Les yeux sont grands,, et écartés l'un de l'autre,, avec un front large. La joue est épaisse,. La partie nasale et buccale est étroite. La nuque est courte, ce qui limite la capacité de cette race au ramener.

#### Avant-main, corps et arrière-main

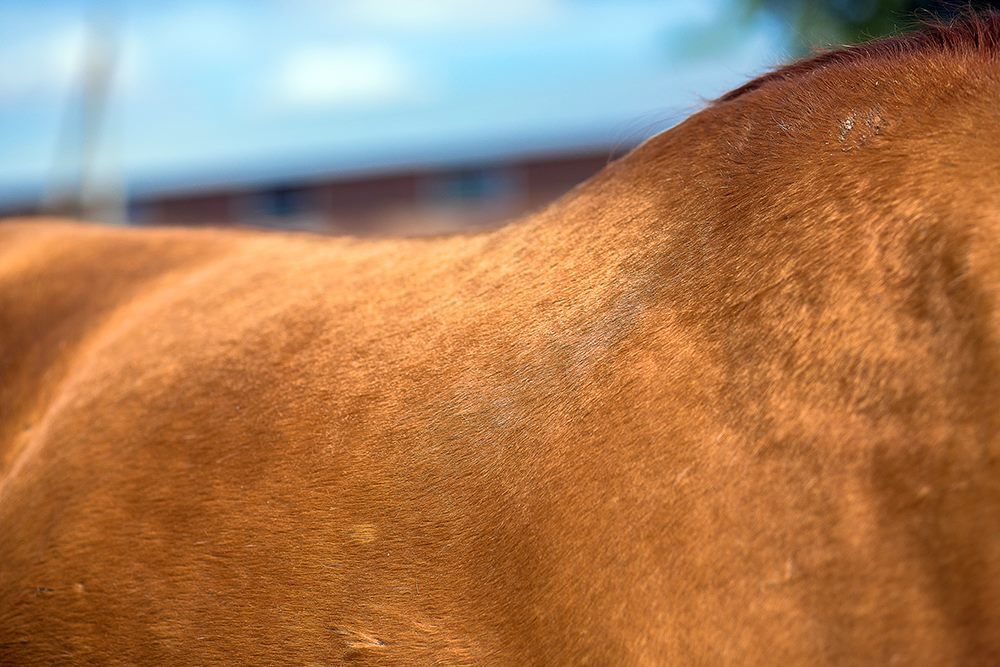
Détail sur le garrot et le dos d'un cheval du Don de robe alezane à reflets dorés.

L'encolure est de longueur moyenne,,, à longue,,, et droite,,,. Elle peut parfois être arquée en col de cygne. Elle est généralement fine, mais les étalons peuvent présenter une encolure épaisse. Elle est attachée relativement haut.
Le garrot est long, bien sorti et bien défini selon Edwards et Bongianni, moyennement sorti selon Hendricks, bas par comparaison à d'autres races de selle selon Kholová, Nissen et Haller. Les efforts de sélection portent sur l'obtention d'un garrot sorti.
L'épaule est courte et verticale (droite) selon Edwards, Swinney, Silver et Hubrecht,,,, légèrement inclinée selon Kholová, inclinée selon Bongianni et Haller, et musclée. Le dos est droit, large,,,,,, long selon les auteurs français et italiens,,, court selon les auteurs allemands,. Nissen ajoute que le dos peut être carpé (voûté). Le poitrail est large,, la poitrine est ample,,, la cage thoracique large et bien arquée,, étroite selon Haller. Les flancs peuvent être un peu relevés. La croupe est étroite selon Edwards, large d'après Nissen, longue selon quatre auteurs,,,, courte selon Haller, et légèrement inclinée,,,,. Parfois, elle peut être droite. L'arrière-main est forte, mais les reins sont plats.

#### Membres

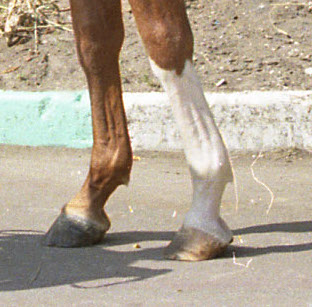
Membres antérieurs d'un cheval du Don avec une marque blanche de type balzane.

Les membres sont fins et longs,,, secs, durs,, dotés de tendons résistants, avec des articulations de petite taille selon Edwards et Hubrecht, larges selon Bongianni. D'après Hendricks, les membres du cheval du Don ont considérablement évolué par la sélection depuis les années 1950 et 1960, époque où 20 % des chevaux de cette race présentaient de petits genoux reculés. Edwards signale que la position de l'os pelvien de l'ancien type de la race restreignait son mouvement.
D'après Nissen, il est fréquent que l'avant-bras soit court, ce qui est compensé par une musculature abondante. Edwards décrit une tendance aux genoux de bœuf (genoux rapprochés l'un de l'autre). La cuisse est fine, et les jarrets souvent clos (rapprochés l'un de l'autre),,,.
Silver décrit les membres comme souvent droit-jointés, Haller des paturons courts, tandis que Kholová décrit, au contraire, des paturons parfois trop inclinés. La race ne présente pas de fanons. 
Le pied est large et dur,,, composé d'une corne très solide.

### Robe
La robe est généralement alezane sous toutes les nuances,,,. En russe, il existe dix dénominations différentes d'alezan chez le cheval du Don.
La robe arbore un poil brillant caractéristique,,, qu'Edwards décrit comme un héritage du Karabakh, les sources russes décrivant cette robe comme un héritage du cheval oriental. Nissen décrit cette robe alezane dorée comme la plus fréquente chez le cheval du Don. Cette robe participe beaucoup à la popularité de la race,. Haller estime que le bai est plus fréquent, au contraire de tous les autres auteurs.
On trouve plus rarement du bai-brun, noir ou gris,,, ainsi que la nuance appelée « café au lait » dans la nomenclature française. Le standard de la race admet toutes les couleurs de robe, sauf pie ou tachetées.
Les marques blanches sur la tête et les membres sont fréquentes.

### Entretien et mode de vie

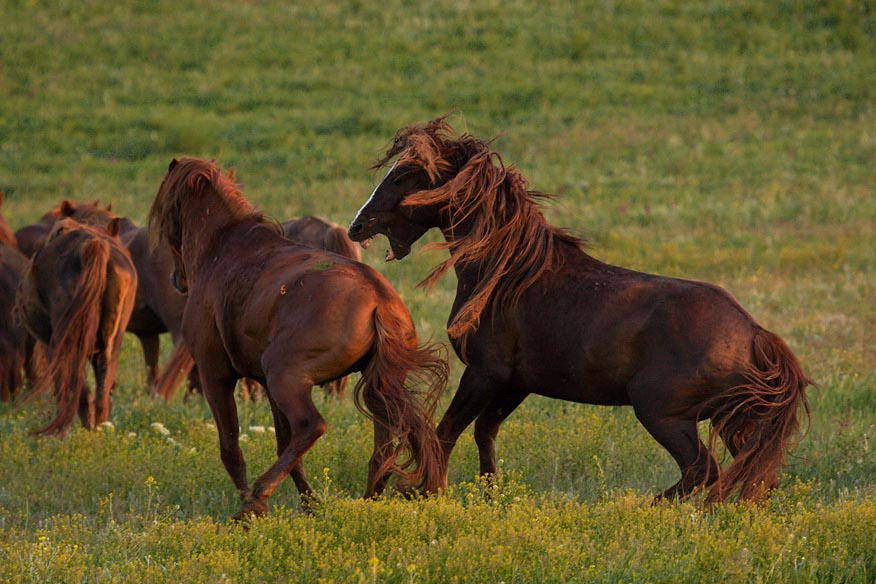
Combat d'étalons du Don.

Le Don est réputé pour sa très grande rusticité, pouvant vivre en extérieur toute l'année sous des conditions climatiques difficiles et avec des apports alimentaires frugaux,,,,. C'est l'une des rares races croisées à avoir conservé l'aptitude à être élevée dans la steppe. Sa longévité est bonne. La fertilité est elle aussi bonne, avec un taux de poulinage évalué à 87 %, et un taux de survie des poulains de 80 % la première année, en élevage extensif. L'élevage est désormais semi-extensif, les chevaux étant en extérieur en compagnie d'un berger durant la journée, avant d'être rentrés dans des stabulations le soir.

### Tempérament
En 1922, le professeur K. A. Jurassov estime que la vivacité que le cheval du Don a héritée de ses ancêtres persans et orientaux dépasse celle de nombreuses autres races de demi-sang de l'époque. Le Don est à la fois énergique et calme, d'humeur égale,,. Ces chevaux sont peu sensibles au stress. D'après Nissen, ces traits de caractère découlent de sa sélection pour les charges de cavalerie, qui demandent des chevaux qui ne paniquent jamais et qui supportent le bruit, les foules agitées et les coups de feu.
Le Don présente un caractère indépendant,, et peu affectueux, probablement en raison du mode de dressage traditionnellement utilisé en Russie. Il se montre réticent au dressage, jusqu'à l'acceptation du cavalier,.

### Allures

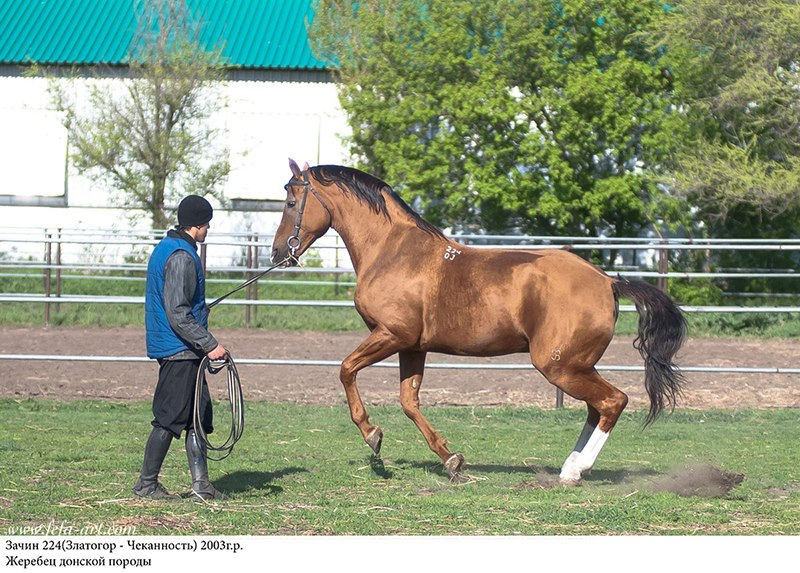
Cheval du Don en action, tenu en mains, présentant un marquage à froid bien visible sur le dos.

Ces chevaux sont rarement rapides, mais disposent d'une endurance exceptionnelle. Les allures du cheval du Don peuvent être perçues comme manquant d'élégance,,,. Ses jambes longues combinées à des actions courtes peuvent en effet restreindre son mouvement,. Ainsi, ses allures sont énergiques mais dotées de peu d'envergure et d'un mouvement heurté. En contrepartie, ces allures étriquées permettent une économie d'énergie propice à l'endurance.
Le Dr G. Rogalev, dans son évaluation des allures, signale qu'elles sont assez régulières mais que la race a un problème d'équilibre, n'a pas d'élasticité, et que la position des fers entraîne un billardage.

### Sélection

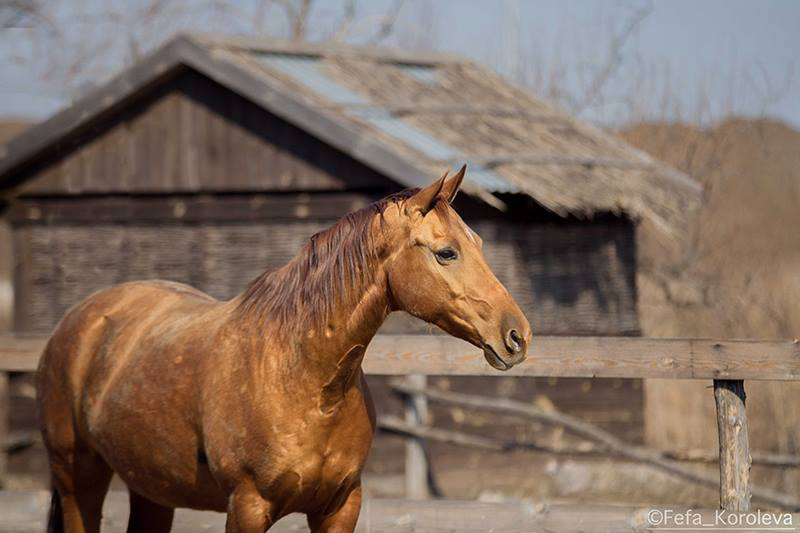
Cheval du Don alezan doré, en Russie.

L'élevage du cheval du Don est géré par l'institut panrusse de l'élevage de chevaux (abrégé VNIIK), qui publie le stud-book officiel. Les chevaux du Don étaient autrefois marqués au fer rouge, mais cette pratique a désormais disparu au profit du marquage à froid. Les efforts de sélection portent sur la fusion des qualités du type lourd et du type oriental de la race. L'introduction du Pur-sang en croisement est mesurée, car une trop forte influence du Pur-sang (au-dessus de 25 %) diminue l'aptitude des chevaux à vivre en tabounes, augmente le taux d'avortements et entraîne une réduction de la carrure.
L'institut panrusse de l'élevage de chevaux signale une évolution dans l'appréciation de la morphologie chez cette race. Une caractéristique donnée peut être considérée comme tolérable puis devenir indésirable une dizaine d'années plus tard.

## Utilisations

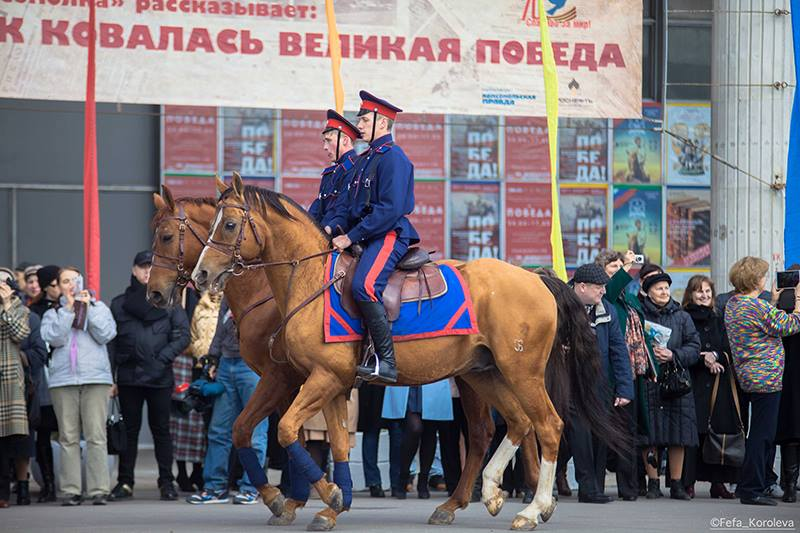
Chevaux du Don de la police montée russe.

La race est apte à la selle et à la traction légère,,,.
Historiquement, le cheval du Don est la monture des fameux cosaques du Don de la cavalerie russe, sa grande rusticité lui permettant de trouver de la nourriture sous les couches de neige,. De nos jours, il est toujours utilisé par la police montée russe. C'est notamment le cas à Oufa, où la police patrouille (en 2021) à cheval sur des montures nées dans la région de Rostov.
Il est parfois attelé, notamment à la tchanka, l'attelage traditionnel à quatre chevaux de front. Il sert pour l'enseignement de l'équitation aux débutants en centre équestre, ainsi que pour l'équitation de loisir,,, et dispose de potentiel dans le secteur du tourisme équestre,,. Quelques régions rurales russes y ont toujours recours pour les travaux de ferme,, ou bien comme monture de berger dans la steppe et la montagne.
En 2021, le haras de chevaux du Don Helios est intégré à un circuit touristique permettant de découvrir l'histoire de la race.

### Sports équestres
La sélection historique du cheval du Don pour la cavalerie russe est avantageuse pour l'utilisation sportive de ces chevaux, dont le tempérament permet généralement de ne pas se laisser distraire par de la musique, des drapeaux flottants ou des foules présentes sur les sites de compétition.
Bien que le secteur de l'équitation ait été longuement délaissé en Russie, le cheval du Don est largement employé dans les compétitions d'endurance équestre,, dans lesquelles il excelle,. Le  Pr Igor Fédorovitch Bobilev décrit, entre autres, les exploits des étalons Kagal (par Kommar et Gordaja) et Sashim (par Gemljak et Shar Ptiza). Ces deux étalons ont parcouru 283,5 kilomètres en une seule journée, dont les 4 600 derniers mètres au galop, en huit minutes. Les étalons Sinus, Bandurist, Dobruyi, Beduin et Derbist ont parcouru 305 kilomètres en une seule journée, et Zenit 311,6 kilomètres.
Le Don est aussi présent dans des compétitions de dressage et de concours complet d'équitation. Il dispose d'une bonne habilité au saut d'obstacles, grâce à son tempérament volontaire, mais les sujets aux épaules courtes et peu inclinées sont limités dans leurs gestes à l'obstacle.

### Croisements

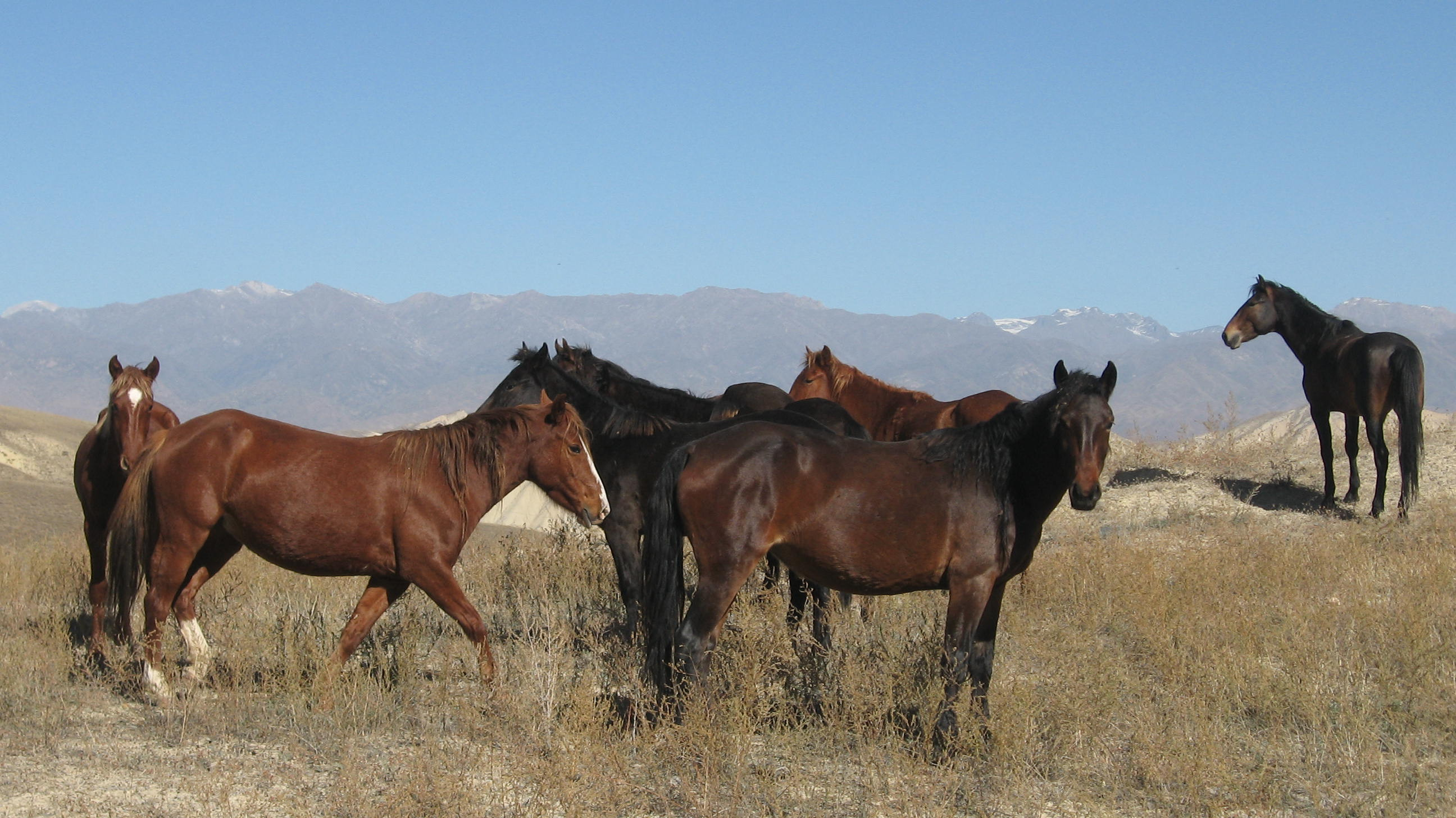
Le Novokirghize, une race influencée par le cheval du Don.

Le rôle joué par le cheval du Don en croisement est capital dans l'histoire de l'élevage en Union soviétique,,. Il est l'une des deux grandes races de chevaux utilisées en croisement, avec le Pur-sang. À partir du XIXe siècle, le cheval du Don est exporté vers des régions de steppes pour servir de reproducteur et d'améliorateur pour les races locales du sud et de l'ouest du Kazakhstan, de la Kirghizie, du sud de la Sibérie et de la Transbaïkalie,.
Le Don est notamment l'ancêtre du Boudienny,,,, ou Anglo-don, issu de croisements avec le Pur-sang,. En Russie, il a aussi influencé le Minoussinsk, le Tchernomor,, le Tersk et le cheval du Haut-Ienisseï ; au Kirghizistan le Novokirghize ; au Kazakhstan le Kushum, et le Kustanair ; en Chine le Heilongjang et le Jilin.

## Diffusion de l'élevage

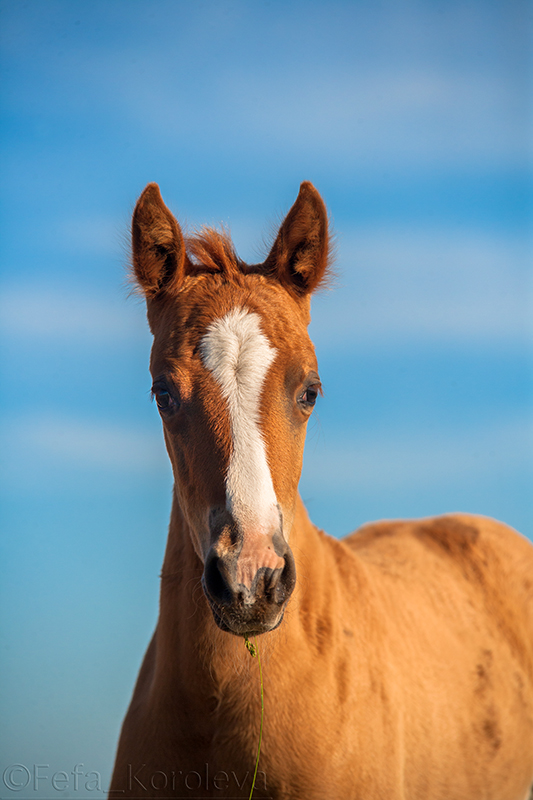
Poulain du Don de robe alezane.

L'ouvrage de référence Equine Science (4e édition de 2012) classe le cheval du Don parmi les races de chevaux de selle originaires d'Asie centrale et peu connues au niveau international. L'étude menée par l'Université d'Uppsala, publiée en août 2010 pour la FAO, signale le cheval du Don comme race locale européenne, dont le niveau de menace est inconnu. La race du vieux cheval du Don, de type cosaque, est signalée comme éteinte.
Une enquête du périodique Cheval Magazine, publiée en mai 2016, fait part d'un risque de « disparition imminente ». En 2019, Pavel Moshchalkov estime le nombre de juments Don restantes à 200 dans le monde. En octobre et décembre 2021, Dmitry Savitsky (Дмитрий Савицкий) et Nadezhda Skripkina (Надежда Скрипкина), éleveurs à l'élevage Helios, interpellent l'État russe dans la presse et témoignent que le Dontchak est sur le point de disparaître.
L'autrice du guide Delachaux (2014 et 2016) affirme au contraire de toutes les autres sources que la race « se porte bien ».

### En Russie

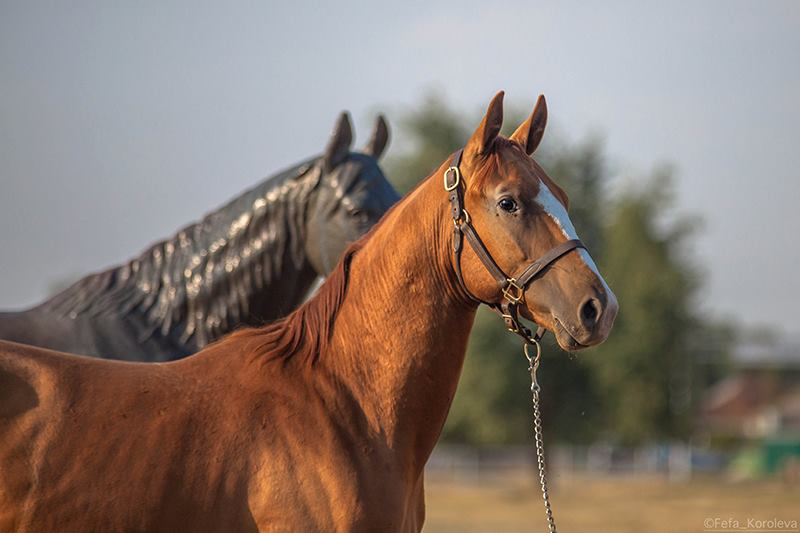
L'étalon du Don Getman (Glycerin - Madam).

Le Don est la plus célèbre race de chevaux russe.
Historiquement, son élevage est essentiellement actif dans l'extrême Sud de la Russie, correspondant au Nord du Caucase et au Sud de la Sibérie, notamment dans les régions de Rostov et de Stavropol, au haras de Boudienny. Ce haras élève à la fois la race Don et la race Boudienny, constituant le lieu de référence pour les étalons de la race du Don. D'après Dmitry Savitsky et Nadezhda Skripkina, fin 2021, le cheval du Don n'est plus élevé que dans un seul haras spécialisé. La plupart des élevages russes sont de petite taille, comportant rarement plus de cinq chevaux par propriétaire. Savitsky et Skripkina portent en 2021 un projet de « Donchak dans chaque maison », dont l'objectif est de faire en sorte qu'au moins 5 % des habitants de la région de Rostov aient un représentant de cette race ; ils estiment que moins de la moitié des habitants de la région connaissent désormais le cheval du Don.
Il existe aussi une petite population de chevaux du Don restée à l'état sauvage sur l'île de Vodny, située sur le lac Manytch-Goudilo (russe : Ма́ныч-Гуди́ло), au sud de l'oblast de Rostov et à la frontière avec la Kalmoukie et Stavropol ; cette île est intégrée à un circuit de visites touristiques au moins depuis 2014. Ce cheptel serait d'environ 200 têtes au total en juin 2021.
Le dernier recensement référencé sur DAD-IS, daté de 2003, comptabilisait 43 830 chevaux du Don dans toute la Russie. Cependant, tous les chevaux ne sont pas enregistrés dans un registre généalogique, de nombreux éleveurs n'effectuant pas cette démarche. Ainsi, en 2016, le stud-book russe compte seulement 166 juments et 168 étalons. Selon Savitsky et Skripkina, fin 2021, il reste moins de 250 juments du Don dans toute la Russie.
En 2016, une exposition de « chevaux d'or », rassemblant les races du Don et le Boudienny, est organisée à Moscou. Une même exposition était organisée annuellement à Rostov, mais elle n'a plus eu lieu depuis 2018.

### Hors de Russie
La race est notablement plus rare et méconnue hors de sa région d'origine,. Le Don est présent en Ukraine, au Kirghizistan (haras d'Issik-Koul) et au Kazakhstan,.
Le cheval du Don est présent à très petite échelle en France. Deux juments et deux hongres sont importés en 2009 à Gélacourt ; cette même année, une pouliche du Don est présentée sur un salon à Nancy. Un représentant de la race est offert au président de la République française en octobre 2012, à l'arrivée du raid parti de Moscou vers Paris.

## Dans la culture

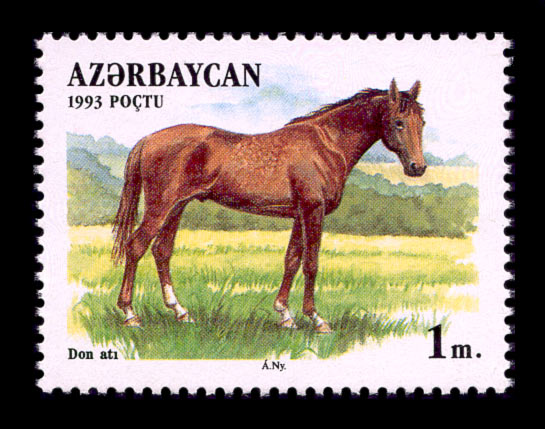
Timbre d'Azerbaïdjan représentant un cheval du Don.

L'écrivain russe Léon Tolstoï décrit, dans son roman Guerre et Paix, un sous-officier cosaque en bourka et bonnet fourré, monté sur un « bon petit cheval du Don ». L'écrivain soviétique Mikhaïl Cholokhov mentionne les chevaux des cosaques du Don dans son roman Le Don paisible. L'écrivain russe Tourgueniev, dans Mémoires d'un chasseur, fait le récit de la relation passionnelle d'un hobereau pour un magnifique cheval du Don à la robe argentée, qu'il finit par tuer.[réf. nécessaire]
Le peintre français Carle Vernet a créé une lithographie de cheval de cosaque du Don. L'artiste russe Fefa Koroleva, passionnée par la race, expose à Angers des photographies et montages graphiques sur le thème de la race Don en 2010 ; puis en 2011 à Saumur, elle expose une série de photographies de troupeaux de juments du Don.
Le musée de l'Ermitage conserve une coupe en or, offerte par le roi Édouard VII du Royaume-Uni aux officiers russes qui ont remporté trois fois le Prix des Nations à Londres sur leurs chevaux du Don.